# Song For Someone
"Song for Someone" es una canción del grupo de rock irlandés U2. Es el cuarto tema de su decimotercer álbum de estudio, Songs of Innocence, y fue lanzado como tercer sencillo el 11 de mayo de 2015. Fue producido por Danger Mouse y Ryan Tedder. 
Fue tocado en directo durante la gira Innocence + Experience Tour. 
El líder de la banda y vocalista Bono describe la canción como un tema de amor dedicado a su esposa Ali. En la revista Rolling Stone, declaró: "incluso antes de saber lo comprometido que estaba, me sentía como un joven en manos de su amante en un mundo en cierto sentido hostil a la idea de amor de infancia o fidelidad al primer amor."
El vídeo musical es un corto en el que aparece el actor Woody Harrelson y su hija Zoe. Un segundo vídeo fue lanzado el 27 de agosto de 2015 y adelantado exclusivamente en Facebook por 24 horas. Pronto recibió en torno a un millón de visitas. Fue dirigido por Matt Mahurin, que había trabajado anteriormente con la banda en vídeos de canciones como "Love is Blindness" y "With Or Without You." 
La revista
Rolling Stone comparó el tema con otra canción de U2 ganadora del Grammy, "Walk On", diciendo que comienza con un bonito acústico de guitarra antes de ir ascendiendo gradualmente en un crescendo al estilo "Walk On."